# Dariusz Skórczewski
Dariusz Andrzej Skórczewski – polski literaturoznawca, historyk i teoretyk literatury, nauczyciel akademicki, profesor nauk humanistycznych w Instytucie Literaturoznawstwa i dziekan Wydziału Nauk Humanistycznych Katolickiego Uniwersytetu Lubelskiego Jana Pawła II.

## Życiorys
Absolwent II Liceum Ogólnokształcącego im. J. Śniadeckiego w Kielcach. W 1991 roku ukończył studia z zakresu filologii polskiej w Katolickim Uniwersytecie Lubelskim, obroniwszy wyróżnioną, a następnie opublikowaną (w 1996) pracę magisterską Aby rozpoznać siebie. Rzecz o Andrzeju Kijowskim krytyku literackim i publicyście, napisaną pod kierunkiem  prof. dr. hab. Stefana Sawickiego, po czym został zatrudniony w 1992 początkowo jako asystent, a później adiunkt w Katedrze Teorii Literatury KUL, gdzie 14 marca 2001 uzyskał stopień naukowy doktora nauk humanistycznych w zakresie literaturoznawstwa na podstawie rozprawy doktorskiej Spory o krytykę literacką w dwudziestoleciu międzywojennym, napisanej pod opieką prof. dr. hab. Stefana Sawickiego (recenzentami w przewodzie byli: prof. dr hab. Michał Głowiński i dr hab. Władysław Panas). Praca w 2002 roku została wydana przez wydawnictwo „Universitas”, otrzymała także nagrodę w Konkursie o Nagrodę im. Konrada i Marty Górskich (za lata 2000–2004) na najlepszą rozprawę doktorską w dziedzinie literaturoznawstwa polonistycznego. 
Na podstawie rozprawy habilitacyjnej Teoria – literatura – dyskurs. Pejzaż postkolonialny (Lublin 2013) uzyskał 16 października 2013  stopień doktora habilitowanego, po czym awansował na stanowisko profesora nadzwyczajnego. Monografia ta była nominowana do Nagrody Identitas, edycja 2014. W latach 2016–2021 pełnił funkcję prodziekana na Wydziale Nauk Humanistycznych Katolickiego Uniwersytetu Lubelskiego Jana Pawła II – początkowo do spraw nauki i współpracy międzynarodowej, a po tzw. reformie Gowina do spraw kształcenia. Tytuł profesora nauk humanistycznych w dyscyplinie literaturoznawstwo uzyskał decyzją Prezydenta RP 27 czerwca 2024.
Jest profesorem w Instytucie Literaturoznawstwa, a od 26 października 2021 także dziekanem Wydziału Nauk Humanistycznych Katolickiego Uniwersytetu Lubelskiego Jana Pawła II, wybranym ponownie przez społeczność Wydziału 12 czerwca 2024 na drugą kadencję (2024–2028). W latach 2012–2020 kierował specjalizacją antropologiczna-kulturową na studiach filologii polskiej II stopnia, a od 2021 tamże kieruje specjalizacją media i komunikacja kulturowa.

## Nagrody i wyróżnienia
Stypendysta The Kosciuszko Foundation w latach 2001–2004 (trzykrotnie, Visiting Professor na Rice University w Houston) i 2006–2007 (University of Illinois w Chicago). W 2018 stypendysta Nanovic Institute for European Studies w University of Notre Dame, USA. W 2022 stypendysta NAWA – programu im. M. Bekkera. 
11 czerwca 2021 został odznaczony Brązowym Krzyżem Zasługi za zasługi w działalności na rzecz rozwoju nauki.
21 lutego 2022 otrzymał nagrodę Ministra Edukacji i Nauki za znaczące osiągnięcia w zakresie działalności naukowej. 
4 stycznia 2025 otrzymał  Lubelską Nagrodę Naukową przyznaną przez Lubelskie Towarzystwo Naukowe — Premium Scientiarum Lublinense im. Profesora Edmunda Prosta za 2024 rok za książkę Fantazmaty skolonizowanych Polaków. Studia o tożsamości kulturowej. 

## Wybrane publikacje
Na podstawie strony pracowniczej:

### Monografie autorskie
- Aby rozpoznać siebie. Rzecz o Andrzeju Kijowskim krytyku literackim i publicyście, Lublin: TN KUL, 1996, 168 ss. [nadbitka artykułu w "Rocznikach Humanistycznych" t. 44 (1996), nr 1, s. 17-182]
- Spory o krytykę literacką w dwudziestoleciu międzywojennym, Kraków: Universitas, 2002, 404 ss., ISBN 978-83-242-0192-1
- Teoria – literatura – dyskurs. Pejzaż postkolonialny, Lublin: Wyd. KUL, 2013, 510 + X ss., ISBN 978-83-7702-615-1
- Polish Literature and National Identity: A Postcolonial Perspective, trans. by Agnieszka Polakowska, Rochester: University of Rochester Press – Boydell & Brewer, 2020, 341 ss., ISBN 9781580469784
- Fantazmaty skolonizowanych Polaków. Studia o tożsamości kulturowej, Lublin: TN KUL, 2023, 371 ss., ISBN 978-83-66647-30-5

### Monografie współredagowane
- The Task of Interpretation: Hermeneutics, Psychoanalysis and Literary Studies, ed. Dariusz Skórczewski, Andrzej Wierciński, Edward Fiała, Lublin: Wyd. KUL, 2009, 244 ss., ISBN 978-83-7363-817-4
- Melancholia: The Disease of the Soul, red. Dariusz Skórczewski, Andrzej Wierciński, Lublin: Wyd. KUL, 2014, 270 ss., ISBN 978-83-7702-990-9
- Idol w kulturze, red. Adam Fitas, Dariusz Skórczewski, Edward Fiała, Lublin: Wyd. KUL, 2017, 292 ss., ISBN 978-83-8061-464-2

### Najważniejsze artykuły i studia
- Dialog kultur: perspektywy "polskiej obecności" w dyskursie akademickim za Oceanem, „Więź" 2002, nr 10, s. 108–116
- Dokąd zmierza humanistyka? O sytuacji wewnątrz i wokół dyskursu humanistycznego (i teoretycznoliterackiego) na Zachodzie, etyce i postkolonializmie, „Teksty Drugie” 2004, nr 6, s. 199–211.
- Postkolonialna Polska: projekt (nie)możliwy, „Teksty Drugie” 2006, nr 1-2, s. 100–112
- Dlaczego Paweł Huelle napisał „Castorpa”?, „Teksty Drugie” 2006, nr 3, s. 148–157
- Hierarchie i sylwety (wokół) Tomasza Burka, w: Przypadki krytyczne. Studia i szkice o krytyce, życiu oraz świadomości literackiej po roku 1918, red. Dariusz Nowacki, Krzysztof Uniłowski, Katowice: Fa-art, 2007, s. 95–108
- Dlaczego Polska powinna upomnieć się o swoją postkolonialność, „Znak” 2007, nr 9, s. 145–153
- Wacław Borowy – krytyk „oczami wnuków”: próba bilansu, w: J. Maślanka (red.), Wacław Borowy (1890-1950). Uczony i humanista, Kraków: PAU, 2008, s. 67–85
- Wobec eurocentryzmu, dekolonizacji i postmodernizmu. O niektórych problemach teorii postkolonialnej i jej polskich perspektywach, „Teksty Drugie” 2008, nr 1–2, s. 33–56
- Trudności z tożsamością. Na marginesie „Niesamowitej Słowiańszczyzny”, „Porównania” 2008, nr 5, s. 127–142
- Polska skolonizowana, Polska zorientalizowana. Teoria postkolonialna wobec „innej Europy”, „Porównania” 2009, nr 6, s. 95-105
- „Sen srebrny Salomei”, czyli parada hybryd, „Pamiętnik Literacki”, R. 102 (2011), z. 1, s. 47–75
- Historia literatury w objęciach Darwina? „Colloquia Litteraria” nr 10 (1/2011), s. 21–42
- “The Empire Writes Back”: Paweł Huelle’s Castorp through Postcolonial Lens, w: New Perspectives on Polish Culture: Private Encounters, Public Affairs, ed. T. Trojanowska, A. Płaczkiewicz, A. Polakowska, O. Ponichtera, New York: PIASA, 2011, s. 206–218, ISBN 978-0-940962-73-6
- Między pedagogiką uniwersytecką a pedagogiką narodową, czyli teoria postkolonialna w narzędziowni polonisty, „Teksty Drugie” 2011, nr 6 (132), s. 303–314
- Melancholia dyskursu kresoznawczego, „Porównania” nr 11 (2012), s. 125–138
- Naród – ten dziwny twór, który nie chce zniknąć z dyskursu humanistyki, „Ethos” R. 26 (2013), nr 1 (101), s. 175–191
- Obrazy wschodniej tożsamości. Wystawa fotografii Franka Gaudlitza „Casa mare” i jej implikacje w kontekście europejskiej imagologii, w: Historie, społeczeństwa, przestrzenie dialogu. W: Studia postzależnościowe w perspektywie porównawczej, red. Hanna Gosk, Dorota Kołodziejczyk, Kraków: Universitas, 2014, s. 181–201, ISBN 978-83-242-2360-2
- "Stawiam na Tolka Banana", czyli o połowiczności dekonstrukcji dyskursu władzy, „Miscellanea Posttotalitariana Wratislaviensia”, nr 2 (2014), s. 193–214. ISSN 2353-8546
- Radykalna konwersja jako postkolonialne wyparcie: kulturowe samowygnanie w powieściach Piotra Ibrahima Kalwasa jako ostateczne rozwiązanie (post-)totalitarnej traumy, „Roczniki Humanistyczne” t. 62 (2014), z. 1, s. 45–67
- Trapped by the Western Gaze: Contemporary European Imagology and Its Implications for East and South-East European Agency — a Case Study, w: Postcolonial Europe? Essays On Post-Communist Literatures and Cultures, ed. Dobrota Pucherova and Robert Gafrik, Leiden—Boston: Brill Rodopi, 2015, s. 357–374, ISBN 978-90-04-30384-3
- Dyskutować z artystą, czyli humanistyka w ruinie. Esej nie tylko pro domo sua, “Ethos” 2015, nr 109, s. 136-155
- Strach jako kategoria języka postkolonialności (Wokół filmów Wojciecha Smarzowskiego: „Wesele”, „Dom zły”, „Drogówka”, „Róża”), “Porównania” nr 16 (2015), s. 125–145
- Between clichés and erasure: Eastern and Central non-Germanic Europe as an “empty syntagm” in contemporary public discourse, “The Sarmatian Review” (kwiecień 2015), t. 35, nr 2 s. 1919–1931
- Polish Narratives After 1989: a Case of Postcolonial Disavowal, w: Postcolonial Slavic Literatures after Communism, red. Dirk Uffelmann, Klavdia Smola, Bern: Peter Lang, 2016, s. 83–108, ISBN 978-3631668566
- The “Location of Literature:” Thoughts on the Lisbon Conference and Its Aftermath from East-Central European Perspective, “Zeitschrift für Slavische Philologie” t. 72 (2016), nr 1, s. 85–99
- Pan Samochodzik eksploruje, czyli region konsolidowany czy region drenowany?, w: Regionalizm literacki – historia i pamięć, red. Elżbieta Rybicka, Zbigniew Chojnowski, Kraków: Universitas 2016, s. 104–122, ISBN 97883-242-3095-2
- Postkolonializm jako metoda: konserwatywna czy „postępowa”? Wstępne oczyszczenie przedpola, w: Perspektywy postkolonializmu w Polsce, Polska w perspektywie postkolonialnej, red. J. Kieniewicz, Debaty "Artes Liberales", t. 10, Warszawa 2016, ISSN 2299-8799, s. 119–145
- Hegemon jako idol – propozycja teoretyczna, „Porównania” nr 19 (2016), s. 58–69
- Romantyzm, postkolonializm i epistemologia, w: Romantyzm środkowoeuropejski w kontekście postkolonialnym, cz. 1, red. Michał Kuziak, Bartłomiej Nawrocki, Warszawa: Instytut Badań Literackich PAN, 2017, s. 27–48, ISBN 978-83-65573-53-7
- Pan Samochodzik und das verfluchte Dreieck' oder Die Trias 'Polen – Deutsche – Russen' in polnischer Jugendliteratur als Artikulationsfeld eines (post-)kolonialen Traumas, „Germanoslavica”, t. 28, nr 3/4, 2017, s. 163–183
- Conrad – postkolonialnie: nieoczekiwana odsłona kulturowej konwersji, w: Oddać sprawiedliwość widzialnemu światu. Eseje o twórczości Josepha Conrada, red. Paweł Panas, Warszawa: Narodowe Centrum Kultury, 2017, s. 279–296.  ISBN 97883-7982-277-5
- Syndrom kulturowej straty. Lizbońska konferencja pisarzy 1988 w postkolonialnej retrospektywie, „Roczniki Humanistyczne” t. 65 (2017), z. 1, s. 149–170
- (Polish) Romanticism: From Canon to Agon, w: Being Poland. A New History of Polish Literature and Culture Since 1918, ed. Tamara Trojanowska, Joanna Niżyńska, Przemysław Czapliński, with the assistance of Agnieszka Polakowska, Toronto: University of Toronto Press, 2018, s. 68–103, ISBN 978-1-4426-5018-3
- Oświeceni latarni się nie boją. Szkic polemiczny, “Roczniki Humanistyczne” t. 68 (2020), z. 1, s. 167–185
- "Воображаемый Запад, постколониализм и перспективы модернизации Польши в постсекулярную эпоху" [Zachód wyobrażony, postkolonializm i perspektywy modernizacji Polski w epoce postsekularnej, przeł. z pol. Tatiana Pirusska], Novoe Literaturnoe Obozrenie [New Literary Review, ISSN 0869-6365, eISSN 2309-9968], nr 166 (6/2020), s. 205–224
- Kontekst czyni różnicę. Glosa do raportu o kondycji polskiej historiografii po 1989 roku. Koreferat, w: Wielka zmiana. Historia wobec wyzwań… Pamiętnik XX Powszechnego Zjazdu Historyków Polskich w Lublinie 18-20 września 2019 roku, t. 1: Potęga historii, red. Jan Pomorski, Mariusz Mazur, Warszawa—Lublin: IPN, UMCS, 2021, s. 306–314
- O (nie)konieczności powrotu. Dyskurs reemigracji w najnowszej polskiej prozie między polityką a metafizyką, "Porównania" nr 2 (32), 2022, s. 67-80. DOI: 10.14746/por.2022.2.4
- Budowniczyni(e) „polskiego domu”. Empatia, gościnność i solidarność w dzienniku Pelagii Rościszewskiej w funkcji treści przekazu międzypokoleniowego, w: Empatia, gościnność, solidarność w literaturze polskiej od XIX do XXI wieku, red. Mateusz Skucha, Dorota Wojda, Kraków: Universitas, 2023, s. 107-120. ISBN 978-83-242-3971-9
- Skolonizowani Polacy i ich „Inni” w nieznanym dzienniku Pelagii Rościszewskiej, "Czasopismo Zakładu Narodowego im. Ossolińskich", t. 34 (2023), s. 197-220
- O społecznej odpowiedzialności polonistyki uniwersyteckiej, w: Polonistyka "tu i teraz". Krajobraz po zmianie. Materiały Zjazdu Polonistów Warszawa 2022, red. H. Gosk, M. Kuziak, E. Paczoska, Warszawa: IBL PAN, 2023, s. 274-284. ISBN 978-83-67637-89-3
- Nieznany dziennik Pelagii Rościszewskiej z I połowy XIX wieku. Projekt lektury, "Prace Filologiczne. Literaturoznawstwo" nr 14 (2024), s. 353-371. ISSN 2084-6045